# Unibet Open
De Unibet Open is een serie van pokertoernooien die meerdere keren per jaar wordt georganiseerd. Het allereerste evenement vond in 2007 plaats in Warschau. De serie maakt stops op verschillende plaatsen in de wereld, met name in Europa. 
Organisator van de Unibet Open is het gokbedrijf Unibet.

## Geschiedenis
De serie begon in december 2007 met een toernooi in Warschau. Er deden toen slechts 120 deelnemers mee en de Noor Stale Lokse won het toernooi. Nadien kwam de Unibet Open regelmatig terug met gemiddeld vier stops per jaar, op verschillende plekken in de wereld. 
De serie groeide uit tot een van de populairste in Europa. Het grootste toernooi werd echter gehouden in Las Vegas in oktober 2017. Er deden toen 673 deelnemers mee.
In de beginjaren bedroeg de buy-in van het hoofdtoernooi € 1.650, sinds 2014 is dit verlaagd naar € 1.100. Het aantal deelnemers nam als gevolg daarvan toe. Deelnemers kunnen zich kwalificeren via de pokersite van Unibet. Daarnaast is het ook mogelijk om direct in te kopen.
Vanwege de coronapandemie moest in de jaren 2020 en 2021 veel toernooien geannuleerd worden. Vanaf 2022 keerde de Unibet Open weer terug, met nog met slechts één evenement per jaar.  
In de geschiedenis van de Unibet Open is het drie spelers gelukt om het hoofdtoernooi meer dan één keer te winnen. Dit zijn de Roemeen Dan Murariu, de Nederlander Mateusz Moolhuizen en de Tsjech Martin Soukop.  
Zeven keer werd de Unibet Open gewonnen door een Nederlander; België zegevierde twee maal.  

## Lijst van winnaars van het Main Event
| Jaar           | Plaats             | Buy-in          | Deelnemers | Winnaar                 | Prijs       | Uitslag |
| -------------- | ------------------ | --------------- | ---------- | ----------------------- | ----------- | ------- |
| December 2007  | Warschau           | € 1.500 + 150   | 120        | Stale Lokse             | zł 159.900  |         |
| Mei 2008       | Madrid             | € 1.500 + 150   | 297        | Joao Barbosa            | € 115.000   |         |
| September 2008 | Milaan             | € 1.500 + 150   | 320        | Domenico Tinnirello     | € 121.000   |         |
| December 2008  | Warschau           | zł 5.000 + 500  | 270        | Simon Johansson         | zł 464,805  |         |
| Maart 2009     | Boedapest          | € 1.500 + 150   | 360        | Alvaro Aspas            | € 135.000   |         |
| Mei 2009       | Vilamoura, Algarve | € 1.500 + 150   | 409        | André Dias              | € 151.000   |         |
| Juli 2009      | Londen             | £ 2.500 + 250   | 266        | Thanh Doan              | £ 187.000   |         |
| September 2009 | Praag              | € 1.500 + 150   | 451        | Fuat Can                | € 167.500   |         |
| December 2009  | Warschau           | zł 7,000        | 401        | Jimmy Jonsson           | zł 654,430  |         |
| Maart 2010     | Boedapest          | € 1.500 + 150   | 460        | Anthon-Pieter Wink      | € 172.500   |         |
| Juni 2010      | Varna              | € 1.500 + 150   | 394        | Dan Murariu             | € 150.705   |         |
| Augustus 2010  | Praag              | € 1.500 + 150   | 424        | Henri Ojala             | € 157.000   |         |
| Oktober 2010   | Valencia           | € 1.500 + 150   | 361        | Thomas Thang            | € 138.080   |         |
| December 2010  | Londen             | £ 1.500 + 150   | 273        | Paul Valkenburg         | £109.550    |         |
| Maart 2011     | Malta              | € 1.500 + 150   | 293        | Mateusz Moolhuizen      | € 117.000   |         |
| Juni 2011      | Barcelona          | € 1.500 + 150   | 387        | Rubén Sánchez Cebollada | € 145.000   |         |
| Augustus 2011  | Dublin             | € 1.500 + 150   | 260        | Paul Vas Nunes          | 105.300     |         |
| December 2011  | Riga               | € 1.500 + 150   | 308        | Peter Harkes            | Ls 62,829   |         |
| Februari 2012  | Praag              | € 1.500 + 150   | 254        | Filip Verboven          | € 100.000   |         |
| Mei 2012       | Parijs             | € 1.500 + 150   | 439        | Jaroslaw Barglik        | € 140.539   |         |
| september 2012 | Londen             | £ 1.200 + 120   | 315        | Pratik Ghatge           | £ 85.050    |         |
| december 2012  | Sint Maarten       | € 1.500 + 150   | 238        | Dan Murariu             | € 110.000   |         |
| maart 2013     | Kopenhagen         | € 1.500 + 150   | 336        | Kassem Yassine          | DKr 725.000 |         |
| Juni 2013      | Troía (Portugal)   | € 1.500 + 150   | 242        | Dmitry Varlamov         | € 80.187    |         |
| September 2013 | Cannes             | € 1.500 + 150   | 313        | Quentin Lecomte         | €100.000    |         |
| December 2013  | Riga               | Ls 2.065 + 206  | 208        | Rens Feenstra           | Ls 52.800   |         |
| Maart 2014     | Kopenhagen         | DKr 7.500 + 750 | 406        | Frederik Jensen         | DKr 625.000 |         |
| Juni 2014      | Tallinn            | € 1.000 + 100   | 262        | Mauri Dorbek            | € 55.500    |         |
| September 2014 | Cannes             | € 1.000 + 100   | 457        | Daniel Smith            | € 88.000    |         |
| November 2014  | Londen             | £ 1.000 + 100   | 399        | Iaron Lightbourne       | £ 70.000    |         |
| Maart 2015     | Kopenhagen         | DKr 7,500 + 750 | 460        | Theis Hennebjerre       | DKr 620.000 |         |
| June 2015      | Glasgow            | £ 800 + 80      | 221        | Daniel Chutrov          | £ 43.000    |         |
| September 2015 | Cannes             | € 1.000 + 100   | 411        | Julien Sitbon           | € 80.000    |         |
| November 2015  | Blankenberge       | € 1.000 + 100   | 321        | Mateusz Moolhuizen      | € 71.000    |         |
| Maart 2016     | Londen             | £ 750 + 75      | 418        | Dave Shallow            | £ 62.000    |         |
| Mei 2016       | Malta              | € 1,000 + 100   | 292        | Martin Soukup           | € 65.000    |         |
| Augustus 2016  | Kopenhagen         | DKr 7.400 + 700 | 376        | Joni Liimatta           | DKr 525.000 |         |
| December 2016  | Boekarest          | € 1.000 + 100   | 603        | Traian Bostan           | € 100.000   |         |
| Februari 2017  | Londen             | £ 900 + 90      | 419        | Gerret Van Lancker      | £ 71.950    |         |
| Mei 2017       | Kopenhagen         | DKr 7.500 + 750 | 404        | Kaarel Lepik            | DKr 562.300 |         |
| Oktober 2017   | Las Vegas          | $ 1.020 + 80    | 673        | Joseph Serock           | $ 113.059   |         |
| December 2017  | Boekarest          | € 1.000 + 100   | 502        | Marius Pertea           | € 90.925    |         |
| Februari 2018  | Londen             | £ 900 + 90      | 349        | Andreas Wiborg          | £ 56.807    |         |
| Mei 2018       | Malta              | € 1.000 + 100   | 273        | Daniel Jacobsen         | € 60.090    |         |
| Augustus 2018  | Boekarest          | € 1.000 + 100   | 592        | Anton Vinokurov         | € 103,060   |         |
| November 2018  | Dublin             | € 1.000 + 100   | 359 (+55)  | Paul Jux-Holderness     | € 74.900    |         |
| Februari 2019  | Sinaia             | € 1.000 + 100   | 366        | Martin Soukup           | € 71,000    |         |
| Mei 2019       | Londen             | £ 900 + 90      | 456        | Daniel James            | £ 80.200    |         |
| September 2019 | Malta              | € 1.000 + 100   | 288 (+39)  | Alan Carr               | € 53.400    |         |
| December 2019  | Parijs             | € 1.000 + 100   | 480        | Omar Lakhdari           | € 89.070    |         |
| Februari 2020  | Londen             | € 1.000 + 100   | 236 (+58)  | Martin Olali            | € 64.110    |         |
| Oktober 2022   | Malta              | € 1.000 + 100   | 290 (+69)  | Henrik Junker           | € 75.000    |         |
| December 2023  | Boekarest          | € 1.000 + 100   | 297 (+63)  | Dwayne Sluis            | € 65.830    |         |

### Aantal overwinningen per land
| #  | Land             | Aantal overwinningen |
| -- | ---------------- | -------------------- |
| 1  | Engeland         | 9                    |
| 2  | Nederland        | 7                    |
| 3  | Denemarken       | 5                    |
| 4  | Roemenië         | 4                    |
| 4  | Zweden           | 4                    |
| 6  | Finland          | 3                    |
| 7  | België           | 2                    |
| 7  | Estland          | 2                    |
| 7  | Frankrijk        | 2                    |
| 7  | Noorwegen        | 2                    |
| 7  | Portugal         | 2                    |
| 7  | Rusland          | 2                    |
| 7  | Tsjechië         | 2                    |
| 14 | Algerije         | 1                    |
| 14 | Bulgarije        | 1                    |
| 14 | Hongarije        | 1                    |
| 14 | Italië           | 1                    |
| 14 | Polen            | 1                    |
| 14 | Spanje           | 1                    |
| 14 | Verenigde Staten | 1                    |

## Trivia
- Naast fysieke pokertoernooien organiseert Unibet ook een aantal keer per jaar de Unibet Open online, een online pokertoernooi-serie.
- Voor het televisieprogramma Gonzo speelde presentator Ersin Kiris mee met de Unibet Open Londen. De aflevering werd op 3 november 2012 uitgezonden.[4]
- Sinds 2015 organiseert Unibet ook de Unibet Deepstack Open (UDSO), een toernooiserie met kleine buy-ins.